# Eustache de Saint Pierre
Pour les articles homonymes, voir Eustache de Saint Pierre (sculpture).

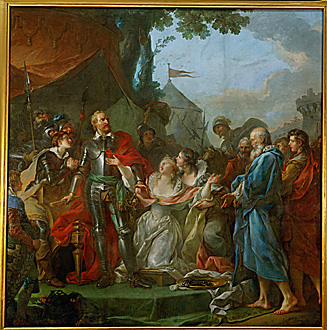
Eustache de Saint-Pierre par Jean-Simon Berthélemy.

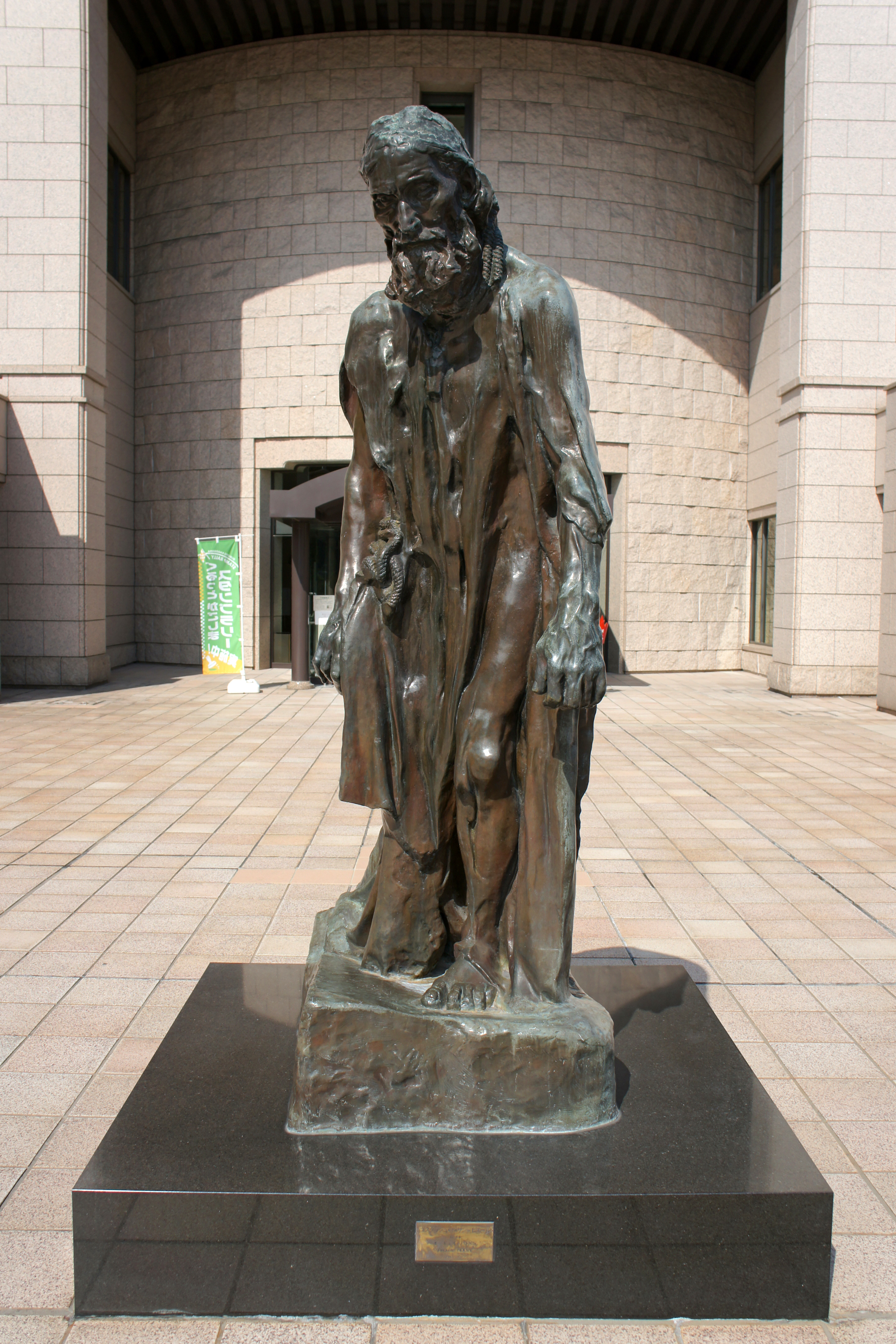
Eustache de Saint-Pierre

Eustache de Saint-Pierre (vers 1287-1351) est le plus connu des six bourgeois de Calais qui se rendirent, « en chemise et la corde au cou », auprès du roi d'Angleterre Édouard III pour implorer la grâce des habitants de Calais en août 1347, et auxquels, selon le chroniqueur Jean Froissart, le roi fit grâce à la demande de son épouse, Philippa de Hainaut. Dans son second mémoire, Louis-Georges de Bréquigny a écrit que, après la mort d'Eustache de Saint-Pierre, ses héritiers n'ont pas réclamé sa succession et que ses biens ont alors été confisqués pour être donnés à Gerwarby, directeur des fortifications de Calais.

## Eustache de Saint-Pierre et la reddition de Calais, entre histoire et mythe national
La scène de la reddition des bourgeois de Calais a été mythifiée par les artistes (voir postérité artistique du siège de Calais) et l'historiographie française en acte d'héroïsme. Rodin participe à ce processus dans un monument édité en bronze à douze exemplaires et qu'on peut voir notamment sur la place du Beffroi à Calais, dans les jardins du Parlement de Londres, à la glyptothèque de Copenhague ou au musée Rodin à Paris. Cette mythification aurait pu être remise en cause par l'érudit Louis-Georges de Bréquigny qui découvre en 1766 dans la Tour de Londres des actes d'Édouard III révélant que le roi d'Angleterre a restitué des biens à Eustache de Saint Pierre qui après la reddition a été maintenu dans la ville et s'est fait Anglais alors que l'essentiel de sa population fut expulsée pour y installer des Anglais. La question qui se pose à cette époque est alors de savoir si Eustache de Saint Pierre et ses compagnons sont des traîtres, des collaborateurs ou des héros (cette question ne se pose plus aujourd'hui car les historiens savent que la reddition est un rituel de capitulation, d'amende honorable qui était couramment pratiqué au Moyen Âge, suivi par le pardon du vainqueur). Cette découverte archivistique ne remet cependant pas en cause l'entreprise de mythification visant à légitimer un paradigme fondamental de la pensée sur la nation au XIXe siècle : la distinction entre la petite patrie (patriotisme de localité) et la grande patrie (patriotisme national).